# Meix-devant-Virton
Meix-devant-Virton är en kommun i Belgien.   Den ligger i provinsen Luxemburg och regionen Vallonien, i den sydöstra delen av landet, 160 km sydost om huvudstaden Bryssel. Antalet invånare är 2 699.
Omgivningarna runt Meix-devant-Virton är en mosaik av jordbruksmark och naturlig växtlighet. Runt Meix-devant-Virton är det ganska tätbefolkat, med 111 invånare per kvadratkilometer.